# Wisła Płock
Wisła Płock is een Poolse voetbalclub uit de stad Płock. De clubkleuren zijn blauw/wit/blauw.
Wisła Płock won in het seizoen 2005/06 de Poolse beker door in de finale Zagłębie Lubin twee keer te verslaan (3-2 en 3-1).

## Erelijst
- Poolse beker (1x):

2005/06
- Poolse Supercup (1x):

2006

## Płock in Europa

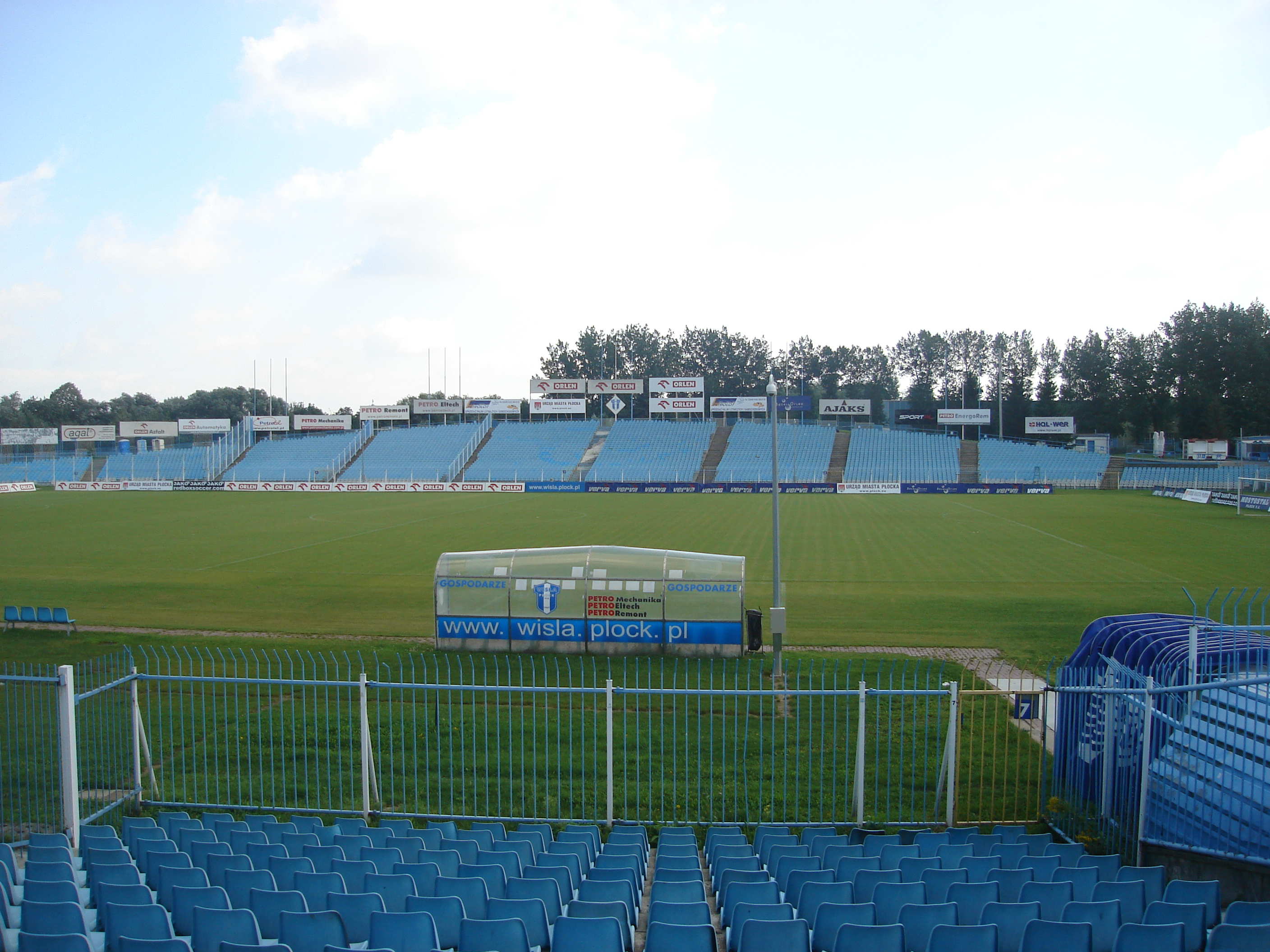
Kazimierz Górski Stadion

Uitslagen vanuit gezichtspunt Wisła Płock
| Seizoen | Competitie | Ronde | Land                 | Club                    | Totaalscore | 1e W    | 2e W    | PUC |
| ------- | ---------- | ----- | -------------------- | ----------------------- | ----------- | ------- | ------- | --- |
| 2003/04 | UEFA Cup   | 2Q    | Vlag van Letland     | FK Ventspils            | 3-3 u       | 1-1 (U) | 2-2 (T) | 1.0 |
| 2005/06 | UEFA Cup   | 2Q    | Vlag van Zwitserland | Grasshopper-Club Zürich | 3-3 u       | 0-1 (U) | 3-2 (T) | 1.0 |
| 2006/07 | UEFA Cup   | 2Q    | Vlag van Oekraïne    | Tsjornomorets Odessa    | 1-1 u       | 0-0 (U) | 1-1 (T) | 1.0 |

Totaal aantal punten voor UEFA coëfficiënten: 3.0

## Bekende (oud-)spelers
- Ireneusz Jeleń
- Radosław Matusiak
- Adrian Mierzejewski
- Marek Rzepka
- Radosław Sobolewski
- Marcin Wasilewski